# MTN Premier League 2021-22
La MTN Premier League 2021-22 fue la edición número 46 de la Premier League de Suazilandia. El Royal Leopards FC fue el campeón defensor.

## Equipos participantes
| Pos.   | Equipo                 | Ciudad     | Estadio                   | Capacidad |
| ------ | ---------------------- | ---------- | ------------------------- | --------- |
| 1      | Royal Leopards FC      | Mbabane    | Estadio Nacional Somhlolo | 20000     |
| 2      | Young Buffaloes FC     | Mbabane    | Estadio Nacional Somhlolo | 20000     |
| 3      | Mbabane Swallows FC    | Mbabane    | Estadio Nacional Somhlolo | 20000     |
| 4      | Mbabane Highlanders FC | Mbabane    | Estadio Nacional Somhlolo | 20000     |
| 5      | Green Mamba FC         | Mbabane    | Estadio Nacional Somhlolo | 20000     |
| 6      | Manzini Wanderers FC   | Manzini    | Centro Deportivo Mavuso   | 5000      |
| 7      | Milling Hostpurs FC    | Manzini    | Centro Deportivo Mavuso   | 5000      |
| 8      | Manzini Sea Birds FC   | Manzini    | Centro Deportivo Mavuso   | 5000      |
| 9      | Tinyosi FC             | Mbabane    | Estadio Nacional Somhlolo | 20000     |
| 10     | Tambuti FC             | Big Bend   | Estadio Mayaluka          | 1000      |
| 11     | Manzini Sundowns FC    | Manzini    | Centro Deportivo Mavuso   | 2000      |
| 12     | Tambankulu Callies FC  | Tabankulu  | Estadio Tambankulu        | 2000      |
| 13     | Malanti Chiefs FC      | Mbabane    | Estadio Nacional Somhlolo | 20000     |
| 14     | Moneni Pirates FC      | Nhlangano  | KS II Memorial Park       | 2000      |
| 1 (SD) | Vovovo FC              | Piggs Peak | Killarney Sports Field    | 1500      |
| 2 (SD) | Rangers FC             | Shiselweni | Estadio Tambankulu        | 10000     |

## Tabla de posiciones
Actualizado el 13 de Junio de 2022.
| Pos. | Equipo                  | PJ | PG | PE | PP | GF | GC | DG  | Pts. | Clasificado a                                 |
| ---- | ----------------------- | -- | -- | -- | -- | -- | -- | --- | ---- | --------------------------------------------- |
| 1    | Royal Leopards FC (C)   | 30 | 21 | 6  | 3  | 72 | 19 | +53 | 69   | Campeón y Liga de Campeones de la CAF 2022-23 |
| 2    | Mbabane Highlanders FC  | 30 | 20 | 7  | 3  | 63 | 24 | +39 | 67   |                                               |
| 3    | Mbabane Swallows FC     | 30 | 20 | 5  | 5  | 51 | 22 | +29 | 65   |                                               |
| 4    | Young Buffaloes FC      | 30 | 19 | 7  | 4  | 71 | 21 | +50 | 64   |                                               |
| 5    | Tambankulu Callies FC   | 30 | 12 | 8  | 10 | 37 | 37 | 0   | 44   |                                               |
| 6    | Manzini Wanderers FC    | 30 | 10 | 10 | 10 | 44 | 41 | +3  | 40   |                                               |
| 7    | Manzini Sea Birds FC    | 30 | 11 | 5  | 14 | 45 | 44 | +1  | 38   |                                               |
| 8    | Vovovo FC               | 30 | 9  | 11 | 10 | 41 | 42 | -1  | 38   |                                               |
| 9    | Green Mamba FC          | 30 | 9  | 10 | 11 | 38 | 46 | -8  | 37   |                                               |
| 10   | Moneni Pirates FC       | 30 | 9  | 8  | 13 | 31 | 46 | -15 | 35   |                                               |
| 11   | Manzini Sundowns FC     | 30 | 10 | 4  | 16 | 28 | 38 | -10 | 34   |                                               |
| 12   | Tambuti FC              | 30 | 8  | 6  | 16 | 31 | 62 | -31 | 30   |                                               |
| 13   | Milling Hotspurs FC (R) | 30 | 6  | 11 | 13 | 25 | 42 | -17 | 29   | Primera División Nacional 2022-23             |
| 14   | Rangers FC (R)          | 30 | 7  | 6  | 17 | 24 | 54 | -30 | 27   | Primera División Nacional 2022-23             |
| 15   | Tinyosi FC (R)          | 30 | 5  | 8  | 17 | 22 | 48 | -26 | 23   | Primera División Nacional 2022-23             |
| 16   | Malanti Chiefs FC (R)   | 30 | 5  | 6  | 19 | 28 | 65 | -37 | 21   | Primera División Nacional 2022-23             |